# Partner Communications
Partner Communications, anciennement Orange Israel, est une entreprise de télécommunication israélienne. 

## Histoire
En janvier 2016, Orange met fin à l'accord de licence qu'il possède avec Orange Israel, contraignant celle-ci à se renommer en Partner Communications,.
En janvier 2020, Hot annonce lancer une offre d'acquisition sur Partner Communications, un fournisseur internet et mobile israélien. Cette acquisition est abandonnée en mars 2020.
En août 2021, Partner annonce une offre d'acquisition sur Xfone pour 58 millions de dollars.